# پالمر هایتس (پنسیلوانیا)
پالمر هایتس (به انگلیسی: Palmer Heights) یک منطقهٔ مسکونی در ایالات متحده آمریکا است که در Palmer Township واقع شده‌است. پالمر هایتس ۳٬۷۶۲ نفر جمعیت دارد.